# جيانلوكا ايسبوسيتو
جيانلوكا ايسبوسيتو هو لاعب كرة قدم إيطالي في مركز الوسط، ولد في 7 مارس 1995 في نابولي في إيطاليا.

## وصلات خارجية
- جيانلوكا ايسبوسيتو على موقع قاعدة بيانات كرة القدم.إي يو (الإنجليزية)
- جيانلوكا ايسبوسيتو على موقع Soccerway.com (الإنجليزية)
- جيانلوكا ايسبوسيتو على موقع عالم كرة القدم.نت (الإنجليزية)